# Campine (pollo)
Il pollo Campine è una razza originaria delle Fiandre. Alcuni studiosi considerano la braekel una varietà della campine. Ottima produttrice molto rustica e vivace. Le uova e la pelle sono bianchi. Il peso dell'uovo è di 55 grammi.

## Caratteristiche
- Tronco: Rettangolare
- Occhi: Rotondi
- Cresta: Semplice con 5 denti regolari, piegata nella gallina ma senza coprire l'occhio
- Faccia: Rossa
- Orecchioni: A mandorla lisci e bianchi
- Bargigli: Rossi di media dimensione
- Ali: Lunghe e ben aderente
- Collo: Mediamente lungo e leggermente inclinato
- Coda: Non troppo lunga, portata aperta e mediamente alta
- Petto: Largo e arrotondato.
- Zampe: Gambe visibili e mediamente lunghe; tarsi di lunghezza media, fini, quattro dita.
- Ventre: Ben sviluppato e largo.

Lo Standard Italiano prevede due colorazioni: Argento Barrato e Oro Barrato. Cresta semplice a cinque punte abbondante a mantellina. Coda ampia. Tarsi ardesia.
Peso medio (inferiore a quello della Braekel):
- Gallo: kg 1,8 - 2,4
- Gallina: kg 1,5 - 2,0

## Colorazioni
Argento barrato: maschio e femmina - Occhi: bruno scuro, sembrano neri; becco: blu; tarsi: ardesia; unghie: corno chiaro.
Oro barrato: maschio e femmina - Occhi: bruno scuro, nel gallo sono più chiari; becco: blu; tarsi: ardesia; unghie: corno chiaro.